# ISO 3166-2:GE
کد ISO 3166-2:GE بخشی از استاندارد ایزو ۳۱۶۶ برای کشور گرجستان است که توسط سازمان بین‌المللی استانداردسازی ISO تنظیم شده‌است این سازمان، کدهای استاندارد را برای تقسیمات کشوری (ایالتها یا استانهای) کشورهای فهرست شده در استاندارد ایزو ۳۱۶۶-۱ تعریف می‌کند.
هر کد شامل دو بخش می‌گردد که توسط علامت - جدا می‌گردند.
- بخش نخست GE که در ایزو ۳۱۶۶-۱ آلفا-۲ کد کشور گرجستان است.
- بخش دوم شامل یک یا دو یا سه حرف است که بیان‌کننده استان یا ایالت کشور گرجستان می‌باشد.

## کدها
| کدها  | تقسیمات کشوری             | Subdivision category |
| ----- | ------------------------- | -------------------- |
| GE-AB | آبخازیا                   | autonomous republic  |
| GE-AJ | آجارستان                  | autonomous republic  |
| GE-TB | تفلیس                     | city                 |
| GE-GU | گوریا                     | region               |
| GE-IM | ایمرتی                    | region               |
| GE-KA | کاختی                     | region               |
| GE-KK | کومو کارتلی               | region               |
| GE-MM | متسختا-متیانتی            | region               |
| GE-RL | راچا-لچخومی و کومو سوانتی | region               |
| GE-SZ | سامگرلو-زمو سوانتی        | region               |
| GE-SJ | سامتسخه-جاواختی           | region               |
| GE-SK | شیدا کارتلی               | region               |